# 汤家镛
汤家镛（1935年—），浙江吴兴人，核物理学家。
汤家镛1957年毕业于北京大学物理系，后赴复旦大学任教，为复旦大学核物理学教授、原子核科学系主任、现代物理研究所所长。1978年，曾与杨福家一同提出了核寿命测量的普适公式，被称为“杨—汤公式”。